# Майнерсвілл (Юта)
Майнерсвілл (англ. Minersville) — місто (англ. town) в США, в окрузі Бівер штату Юта. Населення — 807 осіб (2020).

## Географія
Майнерсвілл розташований за координатами 38°12′50″ пн. ш. 112°55′30″ зх. д. / 38.21389° пн. ш. 112.92500° зх. д. (38.213945, -112.924964).  За даними Бюро перепису населення США в 2010 році місто мало площу 1,67 км², уся площа — суходіл. В 2017 році площа становила 5,63 км², уся площа — суходіл.

## Демографія
Згідно з переписом 2010 року, у місті мешкало 907 осіб у 271 домогосподарстві у складі 221 родини. Густота населення становила 544 особи/км².  Було 303 помешкання (182/км²).
Расовий склад населення:
| - 87,7 % — білих - 0,7 % — азіатів - 0,4 % — вихідців з тихоокеанських островів - 0,1 % — корінних американців - 10,6 % — осіб інших рас |

До двох чи більше рас належало 0,6 %. Частка іспаномовних становила 13,0 % від усіх жителів.
За віковим діапазоном населення розподілялося таким чином: 38,1 % — особи молодші 18 років, 53,3 % — особи у віці 18—64 років, 8,6 % — особи у віці 65 років та старші. Медіана віку мешканця становила 29,2 року. На 100 осіб жіночої статі у місті припадало 102,0 чоловіків;  на 100 жінок у віці від 18 років та старших — 101,8 чоловіків також старших 18 років.
Середній дохід на одне домашнє господарство  становив 69 499 доларів США (медіана — 56 000), а середній дохід на одну сім'ю — 75 920 доларів (медіана — 62 596). Медіана доходів становила 43 125 доларів для чоловіків та 30 852 долари для жінок. За межею бідності перебувало 7,1 % осіб, у тому числі 9,1 % дітей у віці до 18 років та 5,1 % осіб у віці 65 років та старших.
Цивільне працевлаштоване населення становило 425 осіб. Основні галузі зайнятості: сільське господарство, лісництво, риболовля — 25,4 %, освіта, охорона здоров'я та соціальна допомога — 21,2 %, транспорт — 18,8 %.